# Nikolskoje (Kaliningrad)
Nikolskoje (russisch Никольское, deutsch Giewerlauken, 1938 bis 1945 Hirschflur mit Birkalnis, 1938 bis 1945 Birkendell, litauisch Gyverlaukiai und Birkalnis) ist ein Ort in der russischen Oblast Kaliningrad. Er gehört zur kommunalen Selbstverwaltungseinheit Munizipalkreis Krasnosnamensk im Rajon Krasnosnamensk.

## Geographische Lage
Nikolskoje liegt an der Scheschuppe (1938 bis 1945: Ostfluss), 14 Kilometer östlich der einstigen Kreisstadt Neman (Ragnit) und 17 Kilometer nordwestlich der heutigen Rajonstadt Krasnosnamensk (Lasdehnen/Haselberg). Durch den Ort führt die Kommunalstraße 27K-111, die durch den les Nemanski (früher Forst Trappönen) hindurch verläuft und Nemanskoje (Trappönen/Trappen) mit Lesnoje (Groß Lenkeningken/Großlenkenau) verbindet. Eine Bahnanbindung besteht nicht.

## Geschichte
Giewerlauken war im 18. Jahrhundert ein königliches Dorf, das im 19. Jahrhundert durch die Ausbauten Kalnis und Birkalnis (55° 0′ 52″ N, 22° 16′ 31″ O) erweitert wurde, von denen nur der letztere namentlich Bestand hatte. 1874 wurde die Landgemeinde Giewerlauken dem neu gebildeten Amtsbezirk Galbrasten im Kreis Ragnit zugeordnet. 1909 gelangte die Gemeinde in den Amtsbezirk Raudszen. Bewohnt war Giewerlauken in den ersten Jahren des 20. Jahrhunderts mit 85 Hofstellen, von denen 60 landwirtschaftlich genutzt wurden. Kleinere Landwirte waren nebenbei mit Lohnfuhrwerkerei beschäftigt, andere waren als Forstarbeiter in den Förstereien Katzenfang und Fuchswinkel des Forstes Trappönen tätig. Im Jahr 1929 wurde die Försterei Katzenfang eingemeindet (heute zu Lagernoje (Lenken)). 1938 wurde Giewerlauken in Hirschflur umbenannt. Der Ortsteil Birkalnis bekam den neuen Namen Birkendell.
In Folge des Zweiten Weltkriegs kam das Dorf im Jahre 1945 mit dem übrigen nördlichen Ostpreußen zur Sowjetunion. Im Jahre 1947 erhielt Giewerlauken/Hirschflur die russische Bezeichnung Nikolskoje und wurde gleichzeitig in den Dorfsowjet Liwenski selski Sowet im Rajon Krasnosnamensk eingeordnet. Der Ortsteil Birkalnis/Birkendell bekam 1950 als eigenständiger Ort den russischen Namen Krassawino und wurde ebenfalls dem Liwenski selski Sowet zugeordnet. 1954 gelangten sowohl Nikolskoje als auch Krassawino in den Timofejewski selski Sowet. Was um 1980 von Krassawino noch übrig war, wurde dann (wieder) an Nikolskoje angeschlossen. Von 2008 bis 2015 gehörte Nikolskoje zur Landgemeinde Alexejewskoje selskoje posselenije, von 2016 bis 2021 zum Stadtkreis Krasnosnamensk und seither zum Munizipalkreis Krasnosnamensk.

### Einwohnerentwicklung
| Jahr | Einwohner | Bemerkungen                           |
| ---- | --------- | ------------------------------------- |
| 1867 | 523       |                                       |
| 1871 | 505       | Davon in Kalnis 109, in Birkalnis 138 |
| 1885 | 470       | Davon in Birkalnis 111                |
| 1905 | 518       | Davon in Birkalnis 106                |
| 1910 | 530       |                                       |
| 1933 | 479       |                                       |
| 1939 | 419       |                                       |
| 1984 | ~ 60      |                                       |
| 2002 | 32        |                                       |
| 2010 | 36        |                                       |
| 2021 | 23        |                                       |

## Sommerbrücke
Vom eigentlichen Gemeindegebiet waren vor 1945 fünf Landwirte durch die Scheschuppe (Ostfluss) abgeschnitten. Für sie baute man eine Holzbrücke über den Fluss. Dazu wurden je drei lange Pfähle vom Boot aus in das Flussbett gerammt, die man mit einer kurzen Kette zu Böcken, die als Pfeiler dienten, verband. Auf diese etwa fünf Meter auseinanderstehenden Böcke wurden die Tragbalken gelegt. Hierauf kamen lange Stangen. Als Brückenbelag dienten Bohlen.
Die so erstellte Brücke musste aufgrund der Gefahr von Hochwasser und Eisgang immer im Herbst abgebrochen und im Frühjahr neu errichtet werden. Als nach dem Zusammenbruch einer Brücke im nahegelegenen Galbrasten (1938 bis 1946: Dreiflur, russisch: Liwenskoje) das Landratsamt den weiteren Brückenbau in Giewerlauken verbot, beschloss man den Bau einer Fähre. Sie wurde in den ersten 1930er Jahren von einem Schiffszimmermann gebaut und blieb bis 1945 in Betrieb.

## Kirche
Die mehrheitlich evangelische Bevölkerung Giewerlaukens resp. Dreiflurs war vor 1897 in das Kirchspiel der Kirche Ragnit (heute russisch: Neman) eingepfarrt, danach in das Kirchspiel der Kirche Groß Lenkeningken (1938 bis 1946: Großlenkenau, russisch: Lesnoje). Damit gehörte sie zur Diözese Ragnit im Kirchenkreis Tilsit-Ragnit innerhalb der Kirchenprovinz Ostpreußen der Kirche der Altpreußischen Union. Heute liegt Nikolskoje im Einzugsgebiet der evangelisch-lutherischen Gemeinde in Sabrodino innerhalb der Propstei Kaliningrad der Evangelisch-lutherischen Kirche Europäisches Russland.

## Schule
In Giewerlauken bestand eine zweiklassige Schule, die von etwa 60 Jungen und Mädchen besucht wurde. Die Gemeinde bildete mit der Gemeinde Aszen (1936 bis 1945: Aschen, russisch: Chworostjanka, heute nicht mehr existent) und der Försterei Katzenfang des Forstamtes Trappönen einen Schulverband.